# Oniferi
Oniferi är en ort och kommun i provinsen Nuoro i regionen Sardinien i Italien. Kommunen hade 898 invånare (2017).